# Cerodontha ruficornis
Cerodontha ruficornis är en tvåvingeart som beskrevs av Zlobin 1986. Cerodontha ruficornis ingår i släktet Cerodontha och familjen minerarflugor.
Artens utbredningsområde är Uzbekistan. Inga underarter finns listade i Catalogue of Life.